# Elaphrosaurus
Elaphrosaurus (il cui nome significa "lucertola dal passo leggero") è un genere estinto di dinosauro teropode ceratosauro vissuto nel Giurassico superiore, circa 154-150 milioni di anni fa (Kimmeridgiano-Titoniano), in quella che oggi è la Formazione Tendaguru, in Tanzania, Africa. Il genere contiene una singola specie, ossia E. bambergi. Elaphrosaurus era un teropode di media taglia, ma dalla corporatura leggera e snella, che poteva raggiungere i 6,2 metri (20 piedi) di lunghezza. Morfologicamente, questo dinosauro è significativo per due ragioni. In primo luogo, ha un tronco relativamente lungo ma poco profondo per un teropode di tali dimensioni. In secondo luogo, gli arti posteriori sono molto corti rispetto al tronco relativamente lungo. Le analisi filogenetiche indicano che questo animale è probabilmente un ceratosauro, sebbene, originariamente, venne proposto che si trattasse di un coelophysoide sopravvissuto fino al Giurassico superiore, ma tale ipotesi è stata respinta. Attualmente, Elaphrosaurus è ritenuto un parente molto stretto di Limusaurus, un insolito ceratosauro erbivoro provvisto di un becco sdentato.

## Descrizione

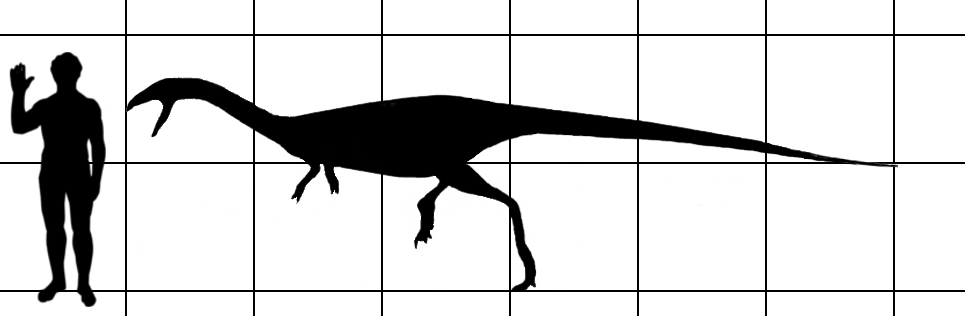
Dimensioni di Elaphrosaurus a confronto con un uomo

Elaphrosaurus era un teropode lungo e snello, provvisto di un lungo collo. Ciò che si conosce di questo animale deriva principalmente da un singolo scheletro quasi completo ma sprovvisto di cranio. L'animale era riconoscibile tra gli altri teropodi del sito per possedere arti posteriori corti rispetto al resto del corpo. Paul (1988) affermò che si trattava del teropode con il tronco più lungo e più slanciato che avesse mai esaminato. Elaphrosaurus era lungo circa 6,2 metri (20 piedi), alto 1,46 metri (4,8 piedi) alle anche, per un peso di circa 210 chilogrammi (460 libbre). La tibia di Elaphrosaurus, misura 608 millimetri, ed è considerevolmente più lungo del femore, che misurava 520 millimetri, ed il metatarso è il 74% la lunghezza del femore. Queste proporzioni, condivise anche da alcuni ornitomimosauri, probabilmente, indicano abitudini cursorie. La lunga coda terminava con una rara piega verso il basso che potrebbe non essere collegata alla tafonomia. Sebbene il collo di Elaphrosaurus fosse lungo, le sottili zigapofisi e la mancanza di epifofisi sulle vertebre cervicali indicano che era molto meno flessibile di quello di altri teropodi e che poteva sostenere solo un cranio piuttosto piccolo. Questi tratti vanno contro l'interpretazione che vedrebbe Elaphrosaurus come un predatore, ma sostengono che fosse invece un animale erbivoro, o onnivoro, per via della sua stretta parentela con Limusaurus.

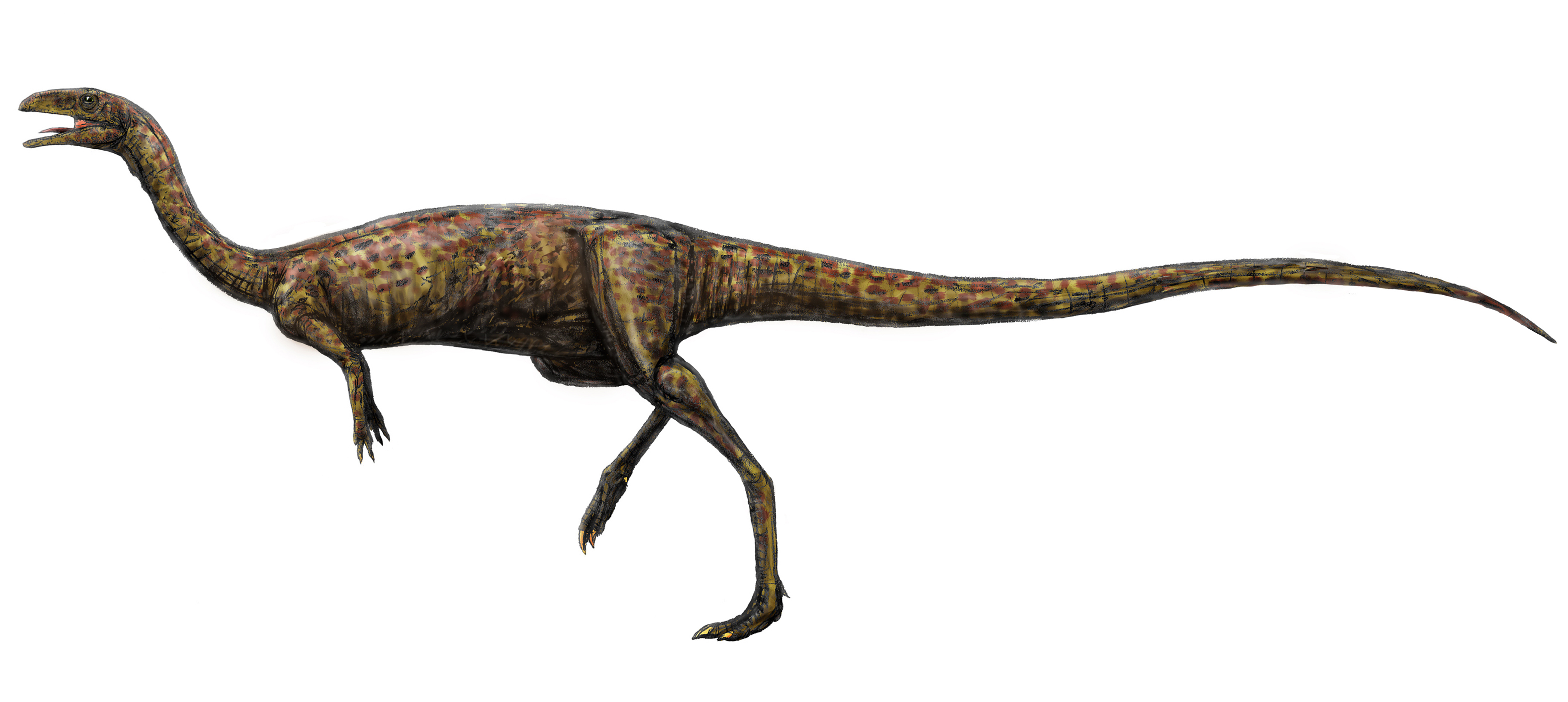
Ricostruzione di Elaphrosaurus, con mani e testa basate sul genere Limusaurus

Una diagnosi è una dichiarazione delle caratteristiche anatomiche di un organismo (o gruppo) che collettivamente lo distinguono da tutti gli altri organismi. Alcune, ma non tutte, le caratteristiche di una diagnosi sono autapomorfie. Un autapomorfia è una caratteristica anatomica distintiva che è unica per un determinato organismo. Secondo Rauhut (2000), Elaphrosaurus può essere distinto dagli altri teropodi in base alle seguenti caratteristiche: le vertebre cervicali possiedono sottili lamine latero-ventrali, al bordo ventrale pleurocelico posteriore, le vertebre cervicali sono fortemente concave ventralmente, con il margine ventrale che si inarca sopra la metà dell'altezza della faccetta articolare anteriore nel punto più alto, la fossa brevis dell'ileo è estremamente allargata, in modo da formare una flangia laterale quasi orizzontale, la parte distale dell'ischio è fortemente espanso in uno stivale triangolare.
Una diagnosi emersa nello studio di Rauhut e Carrano del 2016 ha aggiunto che Elaphrosaurus poteva distinguersi unicamente per via delle lamine ventrolaterali pronunciate alle estremità posteriori delle vertebre cervicali, nessuna epifisi cervicale (particolarmente unica tra gli abelisauroidi), l'estremità distale del metacarpale II compensa ventralmente dal suo asse con un passo distinto, l'estremità prossimale del IV metatarsale è quasi 2,5 volte più profonda anteroposteriore rispetto all'ampio trasversalmente, e un processo ascendente molto breve dell'astragalo (se identificato correttamente).

## Classificazione

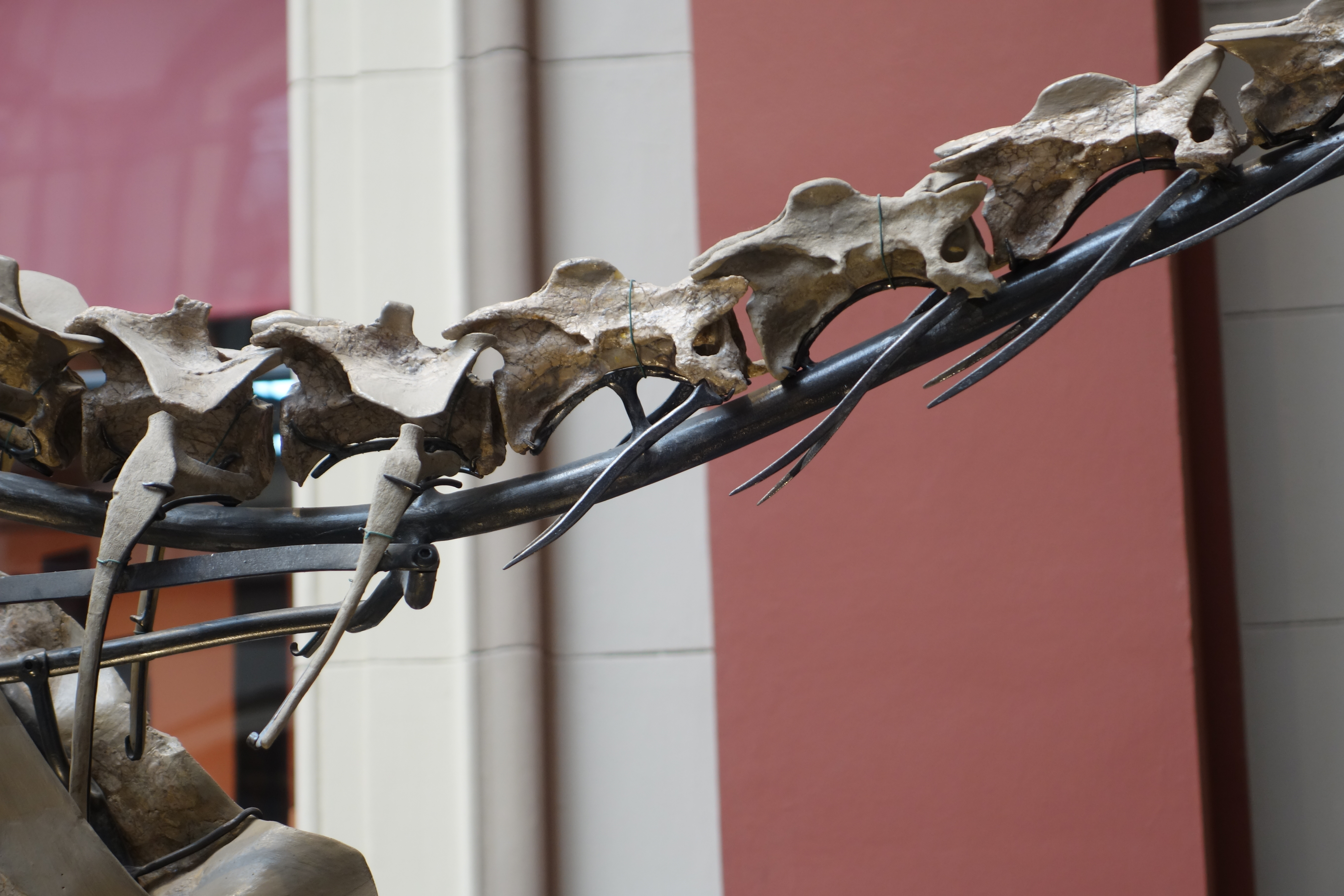
Dettaglio delle vertebre cervicali di uno scheletro di Elaphrosaurus

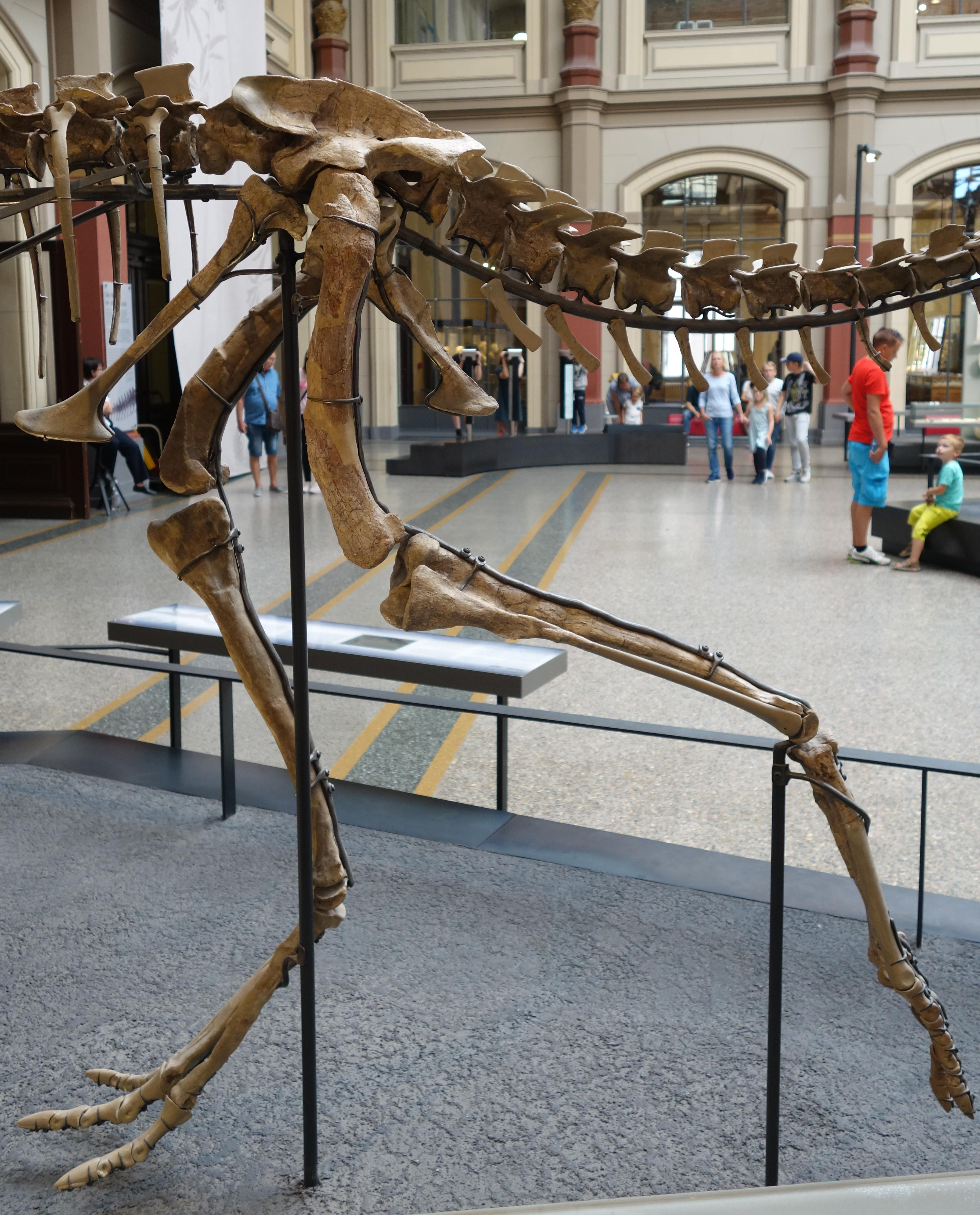
Arti posteriori dell'olotipo

Elaphrosaurus venne descritto per la prima volta da Janensch come un coelurosauro. All'epoca, Coelurosauria era un "taxon cestino dei rifiuti" per tutti i teropodi di piccola taglia. In seguito, Elaphrosaurus venne inserito nella famiglia Ornithomimidae, da Franz Nopcsa nel 1928 a causa della sua struttura leggera e del fatto che il suo omero sia dritto e slanciato, con una bassa cresta deltopettorale. Janensch stesso respinse questa classificazione, credendo che qualsiasi somiglianza potesse essere plausibilmente spiegata tramite evoluzione convergente. Verso la metà del ventesimo secolo, Elaphrosaurus era solitamente indicato come un membro di Coeluridae. Tuttavia, l'ipotesi di Nopcsa fu rianimata da Dale Alan Russell nel 1972, e confermata da Peter Malcolm Galton nel 1982. Nel 1988 Gregory S. Paul osservò, dopo un attento esame, che gli arti posteriori erano simili a quelli di Coelophysis, suggerendo una possibile collocazione in Coelophysidae. Tuttavia, nel 1990 Barsbold, Teresa Maryańska e Osmólska ed altri ricercatori lo classificarono nuovamente come un ornithomimide. Diagnosi più recenti di Carrano e Sampson (2008) e Carrano et al. (2012) assegnarono Elaphrosaurus a Ceratosauria. Un riesame del materiale fossile conosciuto, pubblicato nel 2016, ha concluso che, a causa delle caratteristiche della scapulocoracoide e dei metatarsi, Elaphrosaurus era in realtà un membro basale di Noasauridae, all'interno di Ceratosauria, e che formava un distinto gruppo di noasauridi asiatici, ribattezzato Elaphrosaurinae.
Il seguente cladogramma si basa sull'analisi filogenetica condotta da Rauhut e Carrano nel 2016, che mostra i rapporti di Elaphrosaurus tra i noasauridi:
|  | Limusaurus                                                  |
|  |                                                             |
|  | \| \| CCG 20011 \| \| \| \| \| \| Elaphrosaurus \| \| \| \| |
|  |                                                             |
|  | CCG 20011                                                   |
|  |                                                             |
|  | Elaphrosaurus                                               |
|  |                                                             |

|  | CCG 20011     |
|  |               |
|  | Elaphrosaurus |
|  |               |

|  | Velocisaurus  |
|  |               |
|  | Noasaurus     |
|  |               |
|  | Masiakasaurus |
|  |               |

|  | Limusaurus                                                  |
|  |                                                             |
|  | \| \| CCG 20011 \| \| \| \| \| \| Elaphrosaurus \| \| \| \| |
|  |                                                             |
|  | CCG 20011                                                   |
|  |                                                             |
|  | Elaphrosaurus                                               |
|  |                                                             |

|  | CCG 20011     |
|  |               |
|  | Elaphrosaurus |
|  |               |

|  | Velocisaurus  |
|  |               |
|  | Noasaurus     |
|  |               |
|  | Masiakasaurus |
|  |               |

|  | Limusaurus                                                  |
|  |                                                             |
|  | \| \| CCG 20011 \| \| \| \| \| \| Elaphrosaurus \| \| \| \| |
|  |                                                             |
|  | CCG 20011                                                   |
|  |                                                             |
|  | Elaphrosaurus                                               |
|  |                                                             |

|  | CCG 20011     |
|  |               |
|  | Elaphrosaurus |
|  |               |

|  | Velocisaurus  |
|  |               |
|  | Noasaurus     |
|  |               |
|  | Masiakasaurus |
|  |               |

|  | Limusaurus                                                  |
|  |                                                             |
|  | \| \| CCG 20011 \| \| \| \| \| \| Elaphrosaurus \| \| \| \| |
|  |                                                             |
|  | CCG 20011                                                   |
|  |                                                             |
|  | Elaphrosaurus                                               |
|  |                                                             |

|  | CCG 20011     |
|  |               |
|  | Elaphrosaurus |
|  |               |

|  | Velocisaurus  |
|  |               |
|  | Noasaurus     |
|  |               |
|  | Masiakasaurus |
|  |               |

|  | Limusaurus                                                  |
|  |                                                             |
|  | \| \| CCG 20011 \| \| \| \| \| \| Elaphrosaurus \| \| \| \| |
|  |                                                             |
|  | CCG 20011                                                   |
|  |                                                             |
|  | Elaphrosaurus                                               |
|  |                                                             |

|  | CCG 20011     |
|  |               |
|  | Elaphrosaurus |
|  |               |

|  | Velocisaurus  |
|  |               |
|  | Noasaurus     |
|  |               |
|  | Masiakasaurus |
|  |               |

|  | Limusaurus                                                  |
|  |                                                             |
|  | \| \| CCG 20011 \| \| \| \| \| \| Elaphrosaurus \| \| \| \| |
|  |                                                             |
|  | CCG 20011                                                   |
|  |                                                             |
|  | Elaphrosaurus                                               |
|  |                                                             |

|  | CCG 20011     |
|  |               |
|  | Elaphrosaurus |
|  |               |

|  | Velocisaurus  |
|  |               |
|  | Noasaurus     |
|  |               |
|  | Masiakasaurus |
|  |               |

|  | Limusaurus                                                  |
|  |                                                             |
|  | \| \| CCG 20011 \| \| \| \| \| \| Elaphrosaurus \| \| \| \| |
|  |                                                             |
|  | CCG 20011                                                   |
|  |                                                             |
|  | Elaphrosaurus                                               |
|  |                                                             |

|  | CCG 20011     |
|  |               |
|  | Elaphrosaurus |
|  |               |

|  | Velocisaurus  |
|  |               |
|  | Noasaurus     |
|  |               |
|  | Masiakasaurus |
|  |               |

|  | Limusaurus                                                  |
|  |                                                             |
|  | \| \| CCG 20011 \| \| \| \| \| \| Elaphrosaurus \| \| \| \| |
|  |                                                             |
|  | CCG 20011                                                   |
|  |                                                             |
|  | Elaphrosaurus                                               |
|  |                                                             |

|  | CCG 20011     |
|  |               |
|  | Elaphrosaurus |
|  |               |

|  | Velocisaurus  |
|  |               |
|  | Noasaurus     |
|  |               |
|  | Masiakasaurus |
|  |               |

### Specie non più assegnate adElaphrosaurus
Il seguente materiale è stato assegnato ad Elaphrosaurus nel corso degli anni, ma ulteriori studi hanno rivelato che queste identificazioni sono alquanto dubbie:
- Elaphrosaurus iguidiensis, fu descritto da Albert-Félix de Lapparent nel 1960[11] ed il materiale fu raccolto in Algeria, Libia e Niger in sedimenti risalenti al Cretaceo inferiore. Il materiale è costituito da oltre quaranta denti, l'unguale di una mano, otto vertebre caudali, un frammento distale del femore, e una tibia completa di 350 millimetri. Questi esemplari sono originari di tre diverse località e non sembrano appartenere alla stessa specie;
- Elaphrosaurus gautieri, venne descritto per la prima volta da de Lapparent nel 1960[11] ed il materiale venne raccolto presso la Formazione Tiouraren, in Niger, in sedimenti risalenti al Giurassico medio-superiore. Questo materiale, uno scheletro parziale, è stato rinominato Spinostropheus gautieri, da Sereno et al. (2004);[12]
- Elaphrosaurus philtippettensis, successivamente Elaphrosaurus philtippettorum, fu eretta da Stephan Pickering[13][14] nel 1995 sulla base dell'esemplare USN 5737, che consiste in una tibia, un omero, alcuni metatarsi e la porzione distale di un frammento d'osso pubico recuperate nella Formazione Morrison, del Colorado. Una ricerca di Carpenter et al. (2005) concluse che questi fossili non appartengono ad un ceratosauro e sono probabilmente riferibili al coelurosauro Tanycolagreus. La specie prende il nome dal supervisore degli effetti visivi Phil Tippett;
- Elaphrosaurus agilis, fu ribattezzato da Dale Russell nel 1980 da Coelurus agilis, originariamente nominato da Othniel Charles Marsh nel 1884.[15] La specie si basa su una coppia di ossa pubiche fuse che secondo Marsh rappresentavano una versione molto più grande dell'esemplare tipo di Coelurus fragilis. John Ostrom (1980) ha confermato la precedente posizione di Charles Whitney Gilmore secondo cui Coelurus agilis era sinonimo di Coelurus fragilis. Ciò significa che Elaphrosaurus agilis è in realtà lo stesso animale di Coelurus fragilis, un suo sinonimo junior;
- Elaphrosaurus sp. USNM 8415, fu scoperto nel 1883 e venne inizialmente attribuito all'ornithopode Dryosaurus. Successivamente è stato riferito ad Elaphrosaurus da Galton nel 1982, basato su resti recuperati presso la Formazione Morrison, in Colorado. Questo materiale, chiaramente appartenente ad un ceratosauro, non reca alcuna morfologia che lo lega specificamente a Elaphrosaurus. Le attuali conoscenze limitano il posizionamento di questo materiale a Ceratosauria incertae sedis;[16]
- Elaphrosaurus sp. DMNH 36284, è stato riferito a questo genere da Chure[17] nel 2001, in base alla porzione prossimale di una tibia frammentaria destra rinvenuta nel Brushy Basin membro della Formazione Morrison. L'analisi filogenetica di Carrano e Sampson (2008) ha dimostrato che non si trattava di un ceratosauro basale, ma piuttosto somigliava all'osso della gamba di un teropode abelisauroide che deve ancora essere descritto formalmente.[16]

## Storia della scoperta

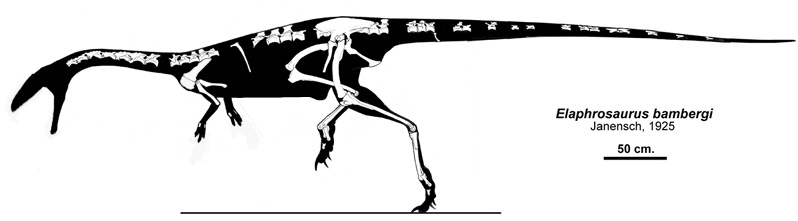
Ricostruzione delle parti conosciute dello scheletro di E. bambergi, rinvenuti tra 1920-1925

L'esemplare tipo di Elaphrosaurus bambergi, HMN Gr.S. 38-44, è stato recuperato negli strati di mezzo del Dinosaur Member, della Formazione Tendaguru, in Tanzania. L'esemplare venne raccolto da Werner Janensch, I. Salim, H. Reck e Parkinson nel 1910 in uno strato di marna grigia, verde, rossa, sabbiosa depositasi durante il Kimmeridgiano, nel Giurassico superiore, circa da 157-152 milioni di anni fa. Questo esemplare è ospitato nella collezione del Museo di storia naturale di Berlino, in Germania.
Elaphrosaurus è stato descritto e nominato da Werner Janensch nel 1920 e la specie tipo è Elaphrosaurus bambergi. Il nome del genere, Elaphrosaurus, deriva dalle parole greche elaphros/ελαφρός che significa "luce da sopportare" come in "passo leggero", un riferimento alla sua presunta velocità e sauros/σαῦρος che significa "lucertola"; quindi il suo nome significa "lucertola dal passo leggero". Il nome specifico fa riferimento all'industriale Paul Bamberg per il suo sostegno finanziario alle spedizioni in Tendagaru.
L'esemplare tipo HMN Gr.S. 38-44, consiste in 18 vertebre presacrali, 5 vertebre sacrali, 20 vertebre caudali, una cintura pelvica, un arto posteriore sinistro quasi completo (mancante solo di alcune falangi), diversi metacarpi isolati e un omero. Nel 1925 Janesch riferì all'animale due frammenti di costola, una vertebra dorsale e una falange manuale che riteneva essere la falange del dito II-2. Tuttavia, le vertebre riferite sono andate perdute e la falange manuale (ora considerata falange I-1) non può essere valutata come appartenente ad Elaphrosaurus per la mancanza di materiale delle mani con cui confrontarla. Nel 1929 vennero riferite ad Elaphrosaurus entrambe le scapulocoracoide, altri due frammenti di costole e un radio (anche se il radio, essendo proporzionalmente lungo e da un diverso orizzonte stratigrafico, probabilmente non appartiene a questa specie). Molte ossa sono state danneggiate da incrostazioni di calcite e ricostruite con dell'intonaco, sebbene solo lo scapulocoroide sinistro fosse significativamente deformato.
Un animale correlato, forse appartenente allo stesso genere, è stato ritrovato nelle zone stratigrafiche 2-4 della Formazione Morrison. Pochi scheletri di teropodi sono stati ritrovati, e la maggior parte delle scoperte sono frammenti.
Alcune impronte di dinosauro rinvenute nella Repubblica del Niger e a Gerusalemme sono state attribuite ad Elaphrosaurus. Tuttavia, tale identificazione è ancora da verificare.

## Paleobiologia

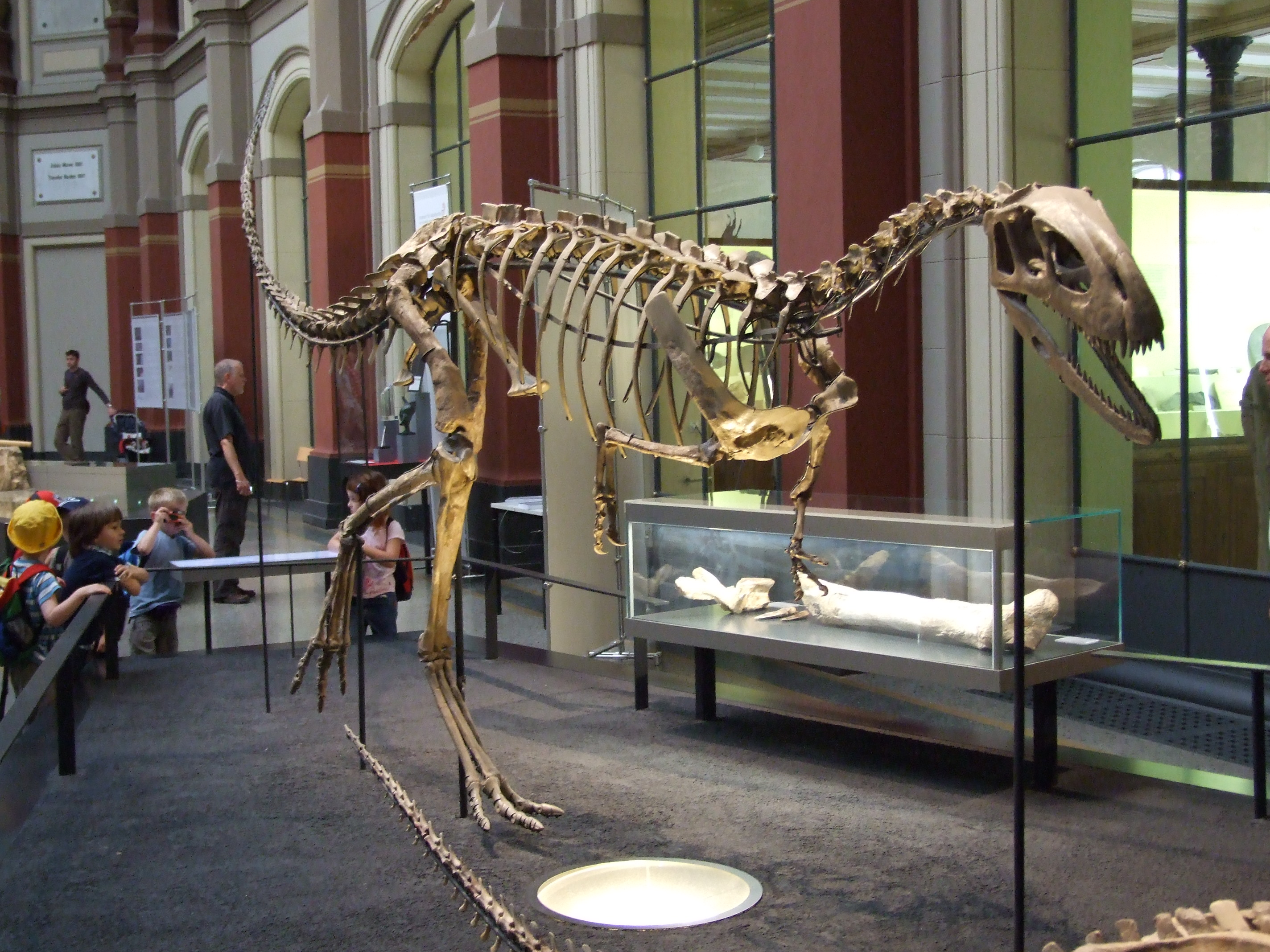
Scheletro olotipo in vista frontale

Paul (1988) notò che Elaphrosaurus bambergi era troppo piccolo per predare i sauropodi e gli stegosauri presenti nel suo habitat, quindi probabilmente si nutriva di piccoli e veloci erbivori ornithopodi. Tuttavia, studi più recenti supportano l'idea che Elaphrosaurus fosse un erbivoro o un onnivoro, a causa della sua stretta relazione con Limusaurus e un collo che è molto meno flessibile di quello di altri teropodi carnivori.

## Paleoecologia
Studi sul paleoambiente della Formazione Tendaguru era un ambiente marino marginale che conteneva una fauna non-marina e una flora continentale. La sezione centrale della Dinosaur Member della Formazione Tendaguru conteneva sauropodi come Giraffatitan, Australodocus, Janenschia, Tornieria e Dicraeosaurus, teropodi simili ad Allosaurus e Ceratosaurus, il carcharodontosauro Veterupristisaurus, lo spinosauride basale Ostafrikasaurus, lo stegosauro Kentrosaurus e l'iguanodonte Dysalotosaurus. Questi dinosauri condividevano il loro paleoambiente con pterosauri come Tendaguripterus, e alcune forme simili a Pterodactylus e Rhamphorhynchus, così come con alcuni mammiferi primitivi. Paul (1988) notò che Elaphrosaurus bambergi era troppo piccolo per depredare i sauropodi e gli stegosauri presenti nel suo paleoambientale, pertanto doveva cibarsi di piccoli e veloci ornithopodi. Tuttavia, studi più recenti supportano l'idea che Elaphrosaurus fosse erbivoro, o quantomeno onnivoro, a causa della sua stretta parentela con Limusaurus e del suo collo poco flessibile.